# Халилович, Ален
Ален Халилович (хорв. Alen Halilović; род. 18 июня 1996[…], Дубровник) — хорватский футболист, полузащитник нидерландского клуба «Фортуна Ситтард».

## Биография
Халилович начал свою карьеру на молодёжном уровне за «Динамо» Загреб. В июне 2012 года он подписал профессиональный контракт с клубом. 27 сентября 2012 года дебютировал за первую команду в матче, где «Динамо» одержало победу со счётом 3:1 над «Хайдуком», заменив натурализованного бразильца Саммира за десять минут до конца матча. Это сделало его самым молодым игроком в истории «Динамо» в возрасте 16 лет и 102 дней. В следующем туре, в матче против «Славен Белупо», он снова вышел на замену и забил свой первый гол на профессиональном уровне, а его команда одержала победу со счётом 4:1. Это сделало его самым молодым бомбардиром в истории лиги в возрасте 16 лет и 112 дней. 24 октября 2012 он дебютировал в Лиге чемпионов, в матче против французского «Пари Сен-Жермен», выйдя на замену за одну минуту до конца матча.
Благодаря своей игре Ален привлёк внимание испанской «Барселоны», которая зимой 2014 года активно начала вести переговоры по его подписанию, что подтвердило руководство «Динамо Загреб». 27 марта 2014 года «Барселона» официально подписала с Аленом пятилетний контракт.
21 июля 2016 года перешёл в немецкий «Гамбург» и подписал контракт до 2020 года, за «Барселоной» осталось права выкупа футболиста в следующие 2 года после трансфера.
3 июля 2018 года Халилович стал игроком итальянского «Милана». Ален подписал контракт на 3 года с годовым окладом в 1,5 миллиона евро. 5 октября 2020 полузащитник покинул «Милан» на правах свободного агента.

## Достижения
«Динамо» (Загреб)
- Чемпион Хорватии: 2012/13

«Барселона»
- Обладатель Кубка Испании: 2014/15

## Статистика выступлений

### Клубная статистика
| Выступление      | Выступление      | Выступление      | Лига | Лига | Кубки | Кубки | Еврокубки | Еврокубки | Итого | Итого |
| Клуб             | Лига             | Сезон            | Игры | Голы | Игры  | Голы  | Игры      | Голы      | Игры  | Голы  |
| ---------------- | ---------------- | ---------------- | ---- | ---- | ----- | ----- | --------- | --------- | ----- | ----- |
| Динамо (Загреб)  | Первая лига      | 2012/13          | 18   | 2    | 0     | 0     | 3         | 0         | 21    | 2     |
| Динамо (Загреб)  | Первая лига      | 2013/14          | 26   | 5    | 6     | 1     | 8         | 0         | 40    | 6     |
| Динамо (Загреб)  | Итого            | Итого            | 44   | 7    | 6     | 1     | 11        | 0         | 61    | 8     |
| Барселона B      | Сегунда          | 2014/15          | 26   | 4    | 0     | 0     | 0         | 0         | 26    | 4     |
| Барселона B      | Итого            | Итого            | 28   | 4    | 0     | 0     | 0         | 0         | 28    | 4     |
| Спортинг (Хихон) | Ла Лига          | 2015/16          | 36   | 3    | 1     | 2     | 0         | 0         | 37    | 5     |
| Спортинг (Хихон) | Итого            | Итого            | 36   | 3    | 1     | 2     | 0         | 0         | 37    | 5     |
| Гамбург          | Бундеслига       | 2016/17          | 6    | 0    | 0     | 0     | 0         | 6         | 6     | 6     |
| Гамбург          | Итого            | Итого            | 0    | 0    | 0     | 0     | 0         | 0         | 0     | 0     |
| Всего за карьеру | Всего за карьеру | Всего за карьеру | 108  | 14   | 7     | 3     | 11        | 0         | 126   | 17    |

### Международная статистика
| Сборная          | Сезон            | Товарищеские | Товарищеские | Турниры | Турниры | Всего | Всего |
| Сборная          | Сезон            | Игры         | Голы         | Игры    | Голы    | Игры  | Голы  |
| ---------------- | ---------------- | ------------ | ------------ | ------- | ------- | ----- | ----- |
| Хорватия         | 2013             | 7            | 0            | 0       | 0       | 7     | 0     |
| Всего за карьеру | Всего за карьеру | 7            | 0            | 0       | 0       | 7     | 0     |